# Grad Trilek
Grad Trilek (tudi Stari grad) stoji blizu naselja Col nad Ajdovščino. Zgrajen v začetku 16. stoletja. Prvič je bil omenjen v Valvasorjevi Topografiji sodobne Vojvodine Kranjske leta 1679.
Grad ni več v dobrem stanju, ker pada kamenje s stropa in zidov. Grad je majhen, ima stolp in 2 sobi. Grajen je iz kamenja.